# منطقة كيرينيا
منطقة كيرينيا هي إحدى مناطق قبرص الستة. المدينة الرئيسية فيها هي كيرينيا (تعرف أيضا باسم غرنة). وهي أصغر المقاطعات القبرصية، وهي الوحيدة التي تسيطر عليها جمهورية شمال قبرص التركية بكاملها. وتوجد إدارة محلية في المنفى في الجزء الذي تسيطر عليه قبرص اليونانية من الجزيرة، بالقرب من قصر ليدرا، في حين يوجد قائم مقام في منطقة شمال قبرص التركية.